# Corvo
|  | Per a altres significats, vegeu «Corvo (desambiguació)». |

Corvo (en portuguès Ilha do Corvo, és a dir, 'illa del corb') és l'illa més petita de l'arxipèlag de les Açores, Portugal, estant situada al grup occidental d'illes, al nord de l'illa de Flores. L'illa ocupa una superfície de 17,13 km², amb 6,5 km de llarg per 4 km d'ample. Dista de l'illa de Flores, 6 milles nàutiques.
L'illa està formada per una muntanya volcànica extinta, el Monte Gordo de 770 metres d'altura.

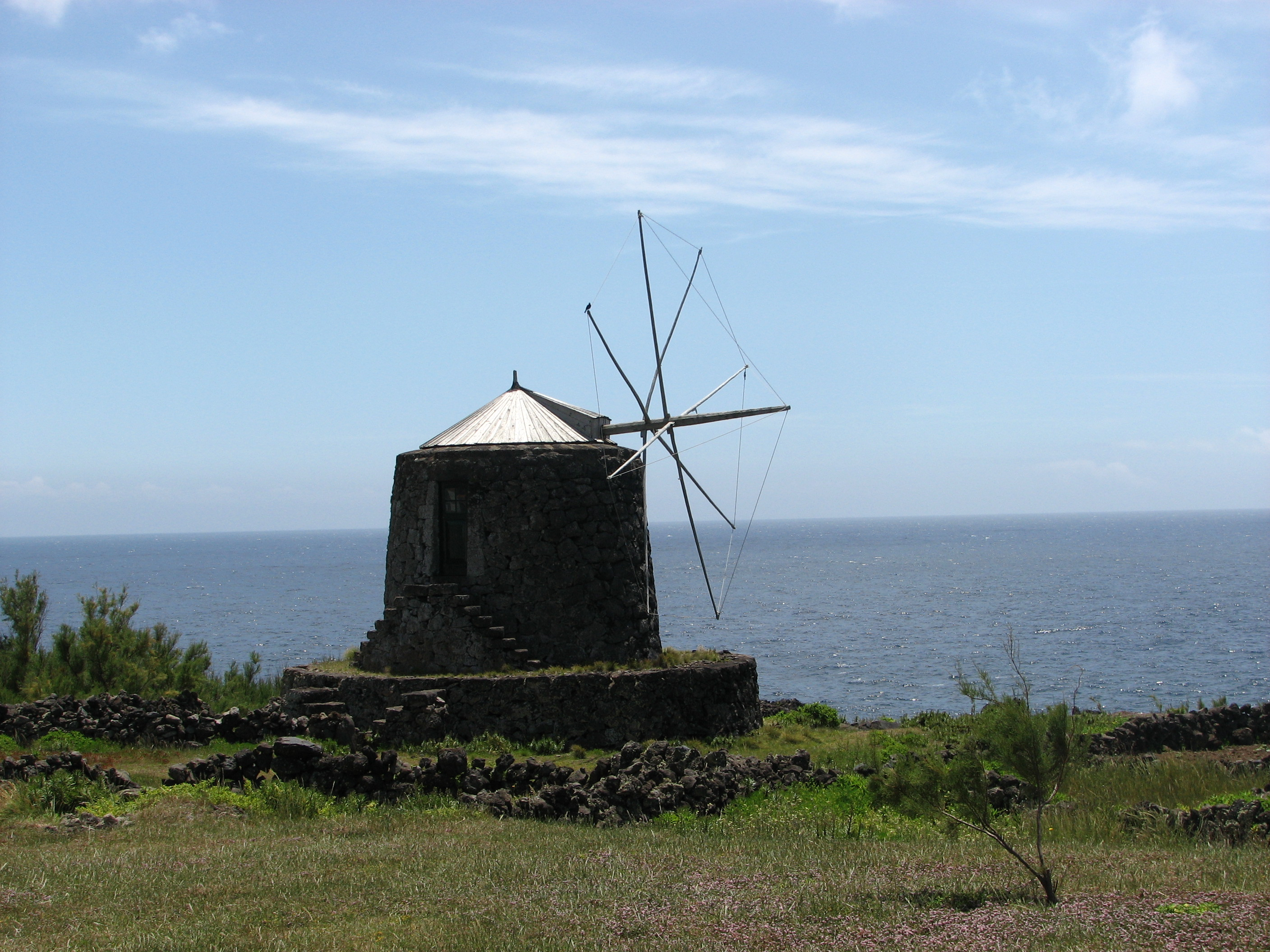
Molí tradicional de Corvo.

En els mapes genovesos del segle xiv s'esmenta la Insula Corvi Marini (l'illa dels corbs marins o cormorans), encara que és poc probable que aquesta designació es referís específicament a aquesta illa, aquest nom és l'origen del nom de l'illa. Al principi sembla que va ser una designació per a les dues illes del Grup Oriental de l'arxipèlag (Flores i Corvo). Ambdues van ser descobertes per Diogo de Teive en el retorn del seu segon viatge d'exploració (1452), estant molt properes. En temps d'Enric el Navegant va ser illa de Santa Iria. També es va conèixer com a "Illot de les Flores" (Iléu das Flores) i també "Illa del Marc" (Ilha do Marc), perquè la muntanya del Caldeirão servia com a referència geogràfica als mariners.
El 12 de novembre de 1548, Gonçalo de Sousa, segon capità donatari de les illes de Flores i de Corvo, va ser autoritzat per enviar a l'illa esclaus (mulats probablement originaris de l'Illa de Sant Antoni, Cap Verd) com a agricultors i ramaders. El poblament inicial de l'illa va començar amb l'enviament d'una expedició de 30 persones, dirigides per Antão Vaz de Azevedo, originari d'Illa Terceira. Cap al 1580 es van establir a l'illa colons de Flores.
El 1587, Corvo va ser saquejada i les cases cremades per corsaris anglesos que també van atacar Lajes das Flores. L'any 1632 l'illa va patir dues temptatives de desembarcament de pirates algerians però van ser rebutjats per la població local.
Al segle xix va començar l'emigració cap als Estats Units i el Canadà.
Els habitants van viure en un gran aïllament durant molts segles, i la vila de Corvo el municipi més aïllat de Portugal. Durant l'hivern no hi ha connexions marítimes regulars amb Flores encara a l'estiu arriba a haver diverses connexions al dia que triguen uns 45 minuts entre Santa Creu das Flores i Vila de Corvo. Amb l'inici del trànsit aeri el 27 d'abril de 1972 els habitants van començar a sentir-se menys aïllats del món. En l'actualitat hi ha connexions amb Santa Creu das Flores, Horta i Lajes (Illa Terceira) tres vegades per setmana.

## Nota
1. ↑  MobileReference. Travel Portugal for Smartphones and Mobile Devices - Illustrated Guide, Phrasebook, and Maps.  MobileReference, 1 gener 2007, p. 1307–. ISBN 9781605010250 [Consulta: 15 març 2011].[Enllaç no actiu]